# Cook Partisan Voting Index

CPVI auf Ebene der Staaten nach der Wahl 2020.
blau: Demokraten vorn
rot: Republikaner vorn
Kartenlegende:
mehr als D+10
D+5 bis D+10
D+2 bis D+5
weniger als D+2
weniger als R+2
R+2 bis R+5
R+5 bis R+10
mehr als R+10

Der Cook Partisan Voting Index (CPVI), oft auch einfach als Partisan Voting Index (PVI) bezeichnet, ist ein Index-Wert, der anhand früherer Wahlergebnisse errechnet wird und die parteipolitische Ausrichtung eines US-Wahlkreises oder US-Bundesstaates im Vergleich zum Gesamtstaat angibt. Er wurde im Jahr 1997 von Charlie Cook entwickelt.

## Berechnung
Der Index-Wert errechnet sich aus den Wahlergebnissen der letzten beiden US-Präsidentschaftswahlen. Die Differenz der jeweiligen Durchschnittswerte vom nationalen Wahlergebnis und Ergebnis im Wahlkreis bzw. Bundesstaat bildet dabei den Index-Wert. Abhängig davon, ob überdurchschnittlich die Demokratische Partei oder die Republikanische Partei gewählt wurden, wird dem Zahlenwert ein D+ oder ein R+ vorangestellt. Ein PVI von D+15 bedeutet beispielsweise, dass das Ergebnis der demokratischen Präsidentschaftskandidaten in diesem Wahlkreis das nationale Gesamtergebnis bei den vergangenen beiden Wahlen um durchschnittlich 15 Prozentpunkte überstieg.

## Beispielwerte
Der Wahlkreis mit dem höchsten Wert für die Demokratische Partei ist der 15. Kongresswahlbezirk von New York mit einem PVI von D+43. Der „republikanischste“ Wahlkreis ist der 13. Kongresswahlbezirk von Texas mit einem PVI von R+32.